# Gare de Saint-Erme
La gare de Saint-Erme est une gare ferroviaire française de la ligne de Reims à Laon, située sur le territoire de la commune de Saint-Erme-Outre-et-Ramecourt,  à proximité de Montaigu, dans le département de l'Aisne en région Hauts-de-France. 
Elle est mise en service en 1857 par la Compagnie des chemins de fer des Ardennes. C'est une gare de la Société nationale des chemins de fer français (SNCF), desservie par des trains TER Grand Est.

## Situation ferroviaire
Établie à 101 m d'altitude, la gare de Saint-Erme est située au point kilométrique (PK) 34,102 de la ligne de Reims à Laon entre les gares d'Amifontaine et de Coucy-lès-Eppes. Un embranchement particulier débute en gare et rejoint le camp de Sissonne.
Elle dépend de la région ferroviaire de Reims. Elle dispose de deux voies principales (1 et 2) et deux quais d'une « longueur continue maximale » (longueur utile) : de 120 m pour le quai X (Voie 2) et 146 m pour le quai Y (Voie 1).

## Histoire
La Compagnie des chemins de fer des Ardennes met en service les 52 kilomètres de la ligne de Reims à Laon en 1857, le 31 août pour les voyageurs et le 15 octobre pour les marchandises. La station qui s'appelle alors « Saint-Erme-Montaigu », dessert Saint-Erme-Outre-et-Ramecourt bourg de 1 731 habitants et Montaigu qui est un village de 970 habitants.

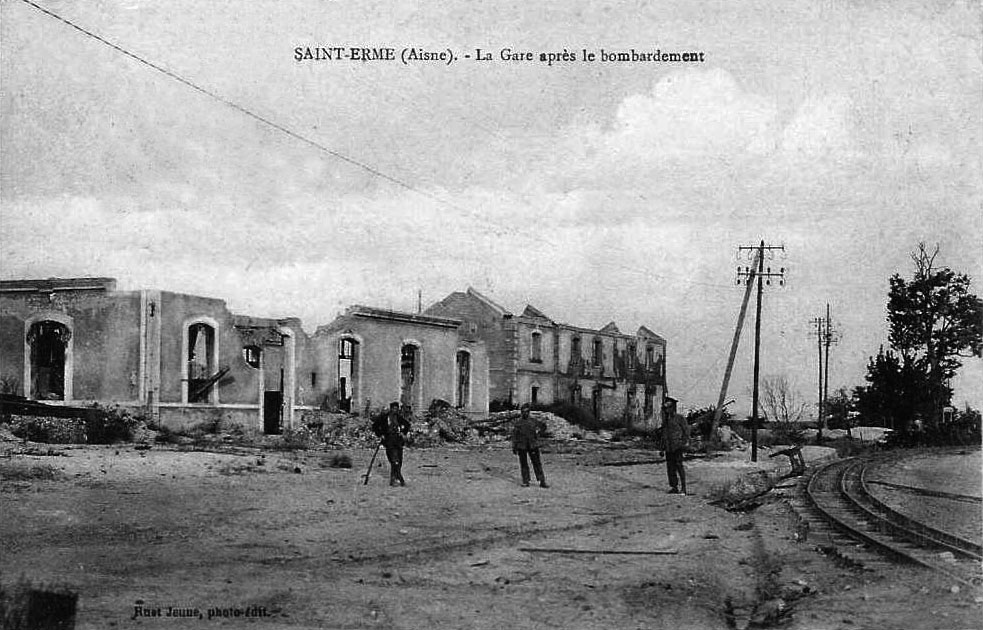
Les deux bâtiments en ruine après les combats. Celui de 1857 est au premier plan

En 1857, elle reçoit un petit bâtiment qui consistait en un petit pavillon de trois travées sous toiture à croupes à faible pente, bâtiment qui sera ensuite agrandi puis doublé par un petit bâtiment à deux étages de cinq travées sous bâtière.
Durant la Première Guerre mondiale, la gare fut bombardée et les deux bâtiments furent très gravement endommagés. Des bâtiments provisoires en bois ont été édifiés à la place.
Après la guerre, une gare type « reconstruction » a remplacé le bâtiment de 1857. L'annexe de la gare, qui avait également souffert a été réparée et existe toujours, reconvertie en logements.

## Fréquentation
De 2015 à 2024, selon les estimations de la SNCF, la fréquentation annuelle de la gare s'élève aux nombres indiqués dans le tableau ci-dessous.
| Année     | 2015   | 2016   | 2017   | 2018   | 2019   | 2020   | 2021   | 2022   | 2023   | 2024    |
| --------- | ------ | ------ | ------ | ------ | ------ | ------ | ------ | ------ | ------ | ------- |
| Voyageurs | 80 767 | 85 490 | 86 736 | 72 014 | 64 178 | 50 364 | 60 139 | 77 921 | 92 904 | 100 594 |

## Service des voyageurs

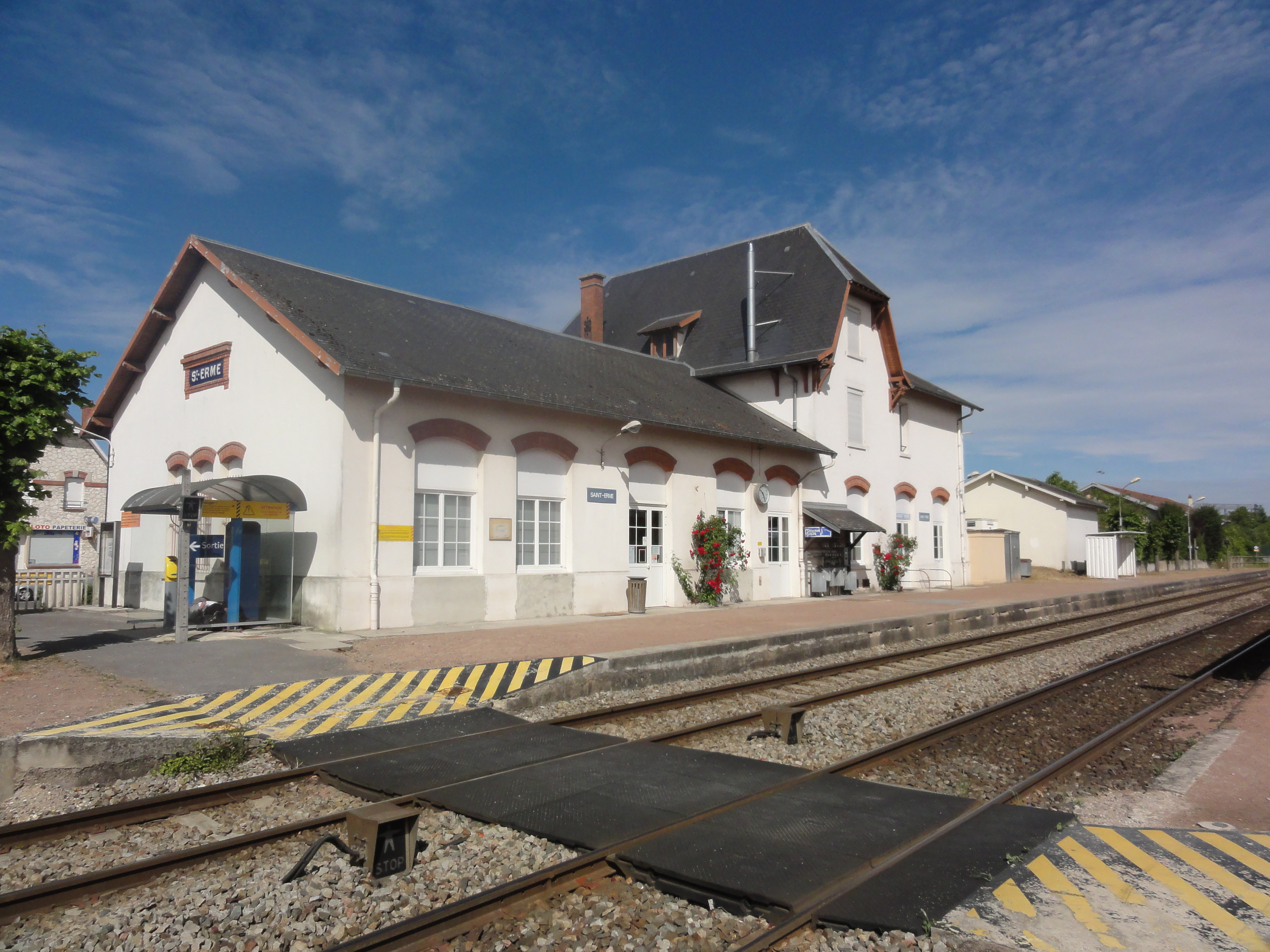
La gare de Saint-Erme côté quais avec le passage à niveau.

### Accueil
Gare SNCF, elle dispose d'un bâtiment voyageurs. Elle est équipée d'automates pour l'achat de titres de transport.
Le passage d'un quai à l'autre se fait par le passage à niveau.

### Desserte
Saint-Erme est desservie par des trains régionaux TER Grand Est, qui effectuent des missions entre les gares de Reims et de Laon.

### Intermodalité
Le parking des véhicules est possible à proximité.